# 모리 오가이
모리 오가이(일본어: 森 鷗外, 신자체: 森 鴎外, 1862년 2월 17일 ~ 1922년 7월 8일)는 일본 메이지·다이쇼 시대의 소설가·번역가·극작가다. 육군 군의총감 정4위 훈2등 공3급 의학박사 문학박사. 제1차 세계대전 이래, 나츠메 소세키와 나란히 문호(文豪)라고 불렸다. 본명은 모리 린타로(일본어: 森林太郎)이다. 도쿄제국대학 의학부를 졸업했다.
대학 졸업 후, 육군 군의관이 되어 일본 육군성에서 파견한 유학생으로서 독일에서 4년을 보냈다. 귀국 후, 번역시 "오모카게(於母影)", 소설 "무희(舞姫)", 번역시집 "즉흥시인"을 발표했고, 또 스스로 문예잡지 "시가라미 소시(しがらみ草紙)"를 창간해서 문필 활동에 들어갔다. 그 후, 군의총감(중장에 해당)이 되어, 한때 창작 활동에서 멀어졌지만, "스바루(スバル)" 창간 후에 "위타 세쿠스아리스(ヰタセクスアリス)" "기러기" 등을 집필했다. 노기 마레스케의 순사에 영향을 받아서 "오키쓰 야고에몬의 유서(興津弥五右衛門の遺書)"를 발표한 뒤에는, "아베 일족(阿部一族)" "다카세부네(高瀬舟)" 등의 역사소설, 사전(史伝) "시부에 주사이(渋江抽斎)"를 썼다. 또, 제실박물관(帝室博物館) 총장이나 제국 미술원(帝国美術院, 현재의 일본 예술원日本芸術院) 초대 원장 등도 역임했다.

## 생애

### 어린 시절
모리 오가이는 현재의 시마네현 서부에 속하는, 옛 이름으로는 이와미(岩見) 지방의 쓰와노번(津和野藩)에 태어났다. 아버지는 번주(藩主)의 시의(侍醫)였다. 장남으로 태어난 오가이의 본명은 린타로(林太郞)로서, 다른 아이들이 대부분 하는 연날리기나 팽이치기도 못 해보고 어려서부터 독서에 몰두해야만 했다. 할머니와 어머니의 훈육으로 만 다섯 살 때부터 아침 일찍 일어나 1km나 떨어진 곳에 가서 《논어》와 《맹자》를 배웠으며 여덟 살부터는 한적(漢籍)을 익히며, 아홉 살쯤부터는 아버지를 통해 의학 서적을 공부하기 위해 네덜란드어와 영어를 배우는 등, 유·소년기부터 매우 엄격한 교육을 받았다.
1872년 10살 되던 해에는 친척인 니시 아마네의 권유로 도쿄로 올라와 독일어를 배웠다. 아마네는 일본 최초의 네덜란드 유학생으로서 법률과 철학을 배워 메이지 정부에서 일했던 지식인 관료 겸 학자였다. 아마네의 집에서 5년이나 거처하며, 도쿄대학 의학부에 나이를 속여가며 입학한 오가이는 19세에 최연소로 졸업했다. 여동생 고카나이 기미코(小金井喜美子)의 회상에 따르면, 젊은 날의 오가이는 사군자를 치거나, 마당을 사생하거나, 또한 직장에서 돌아온 후 종종 요세키에 나가거나 했다고 한다.

### 독일 유학과 활동 초기
졸업 후, 육군 군의로 채용된 오가이는 1884년, 독일 유학을 명받아서, 육군성 파견 유학생으로서 10월에 베를린에 들어갔다. 유학 중에는, 페텐코퍼 등에 대해서 의학 연구를 함과 동시에, 서양 철학이나 예술 등을 접하면서 많은 영향을 받았다. 또한, 기타자토 시바사부로와 같이 로베르트 코흐(Robert Koch)를 방문하거나, 나우만(Heinrich Edmund Nauman)을 비판하거나(논쟁으로 발전)했다. 1887년, 카를스루에(Karlsruhe)에서 열린 제4회 적십자 국제회의에 이시쿠로 다다노리(石黒忠悳)와 함께 일본 대표로서 출석해, 유창한 독일어로 연설했다. 1888년 9월에 귀국해, 육군 군의학교와 대학교 교관에 임명되었다. 또 귀국 직후, 독일인 여성이 찾아와서 1개월 정도 체재하다 떠나는 사건이 생겨, 소설 "무희"의 한 소재가 되었다. 나중에 편지를 보내는 등, 그 여성을 죽을 때까지 잊지 못했다고 한다.
1888년에 귀국하여 군의학교(軍醫學校) 교관이 되었다. 1889년 8월, 일본 근대시의 형성에 큰 영향을 준 번역시집 "오모카게"(於母影, 공역)을 발표했고, 그 원고료를 가지고 동생 미키 다케지(三木竹二) 등 독인들과 평론 전문지 "시가라미조시"를 창간했다. 외국 문학등의 번역을 시작("즉흥시인" "파우스트"등이 유명), 이후 열심히 평론적 계몽활동을 계속했다. 당시, 정보가 적은 유럽 독일을 무대로 한 "무희" "물거품의 기록(うたかたの記)" "文づかひ"를 차례로 발표했다. 특히, 일본인과 외국인이 연애관계가 되는 "무희"는, 독자를 놀라게 했다. 1889년에 도쿄 미술학교의 미술 해부학 강사를 맡았고, 1892년 9월에 케이오 기쥬쿠대학(慶應義塾大学)의 심미학 강사를 위촉받았다. 이러한 활동은 이후 청일전쟁 발발과 오가이의 고쿠라 전근 때까지 계속되었다. 그는 당시 시, 소설, 평론, 미술, 단가, 번역 등 다방면에 걸쳐 지대한 공헌을 한 오가이는 일본 근대문학의 제일인자였다고 할 수 있다.

### 청일전쟁과 고쿠라 전근
1894년 8월, 청일 전쟁에 군의부장으로서 출정했다. 전후 곧바로 타이완에서 근무한 뒤, 다음해 10월에 돌아왔다. 다음 해인 1896년 1월, "시가라미조시"의 뒤를 이어서 고다 로한(幸田露伴), 사이토 로쿠지(斎藤緑雨)와 함께 "메사마조시(めさまし草)"를 창간해, 합평 "三人冗語"를 실어, 당시의 평단의 선두에 섰다(1902년 폐간). 또한 이즈음부터 평론적 계몽활동은, 전투적 아니면 논쟁적인 것에서, 온건적인 것으로 바뀌어 갔다.
육군 내에서 러일 전쟁 준비가 진행되던 중인, 1899년 6월에 군의감(소장 상당)으로 승진해, 도쿄(동부)・오사카(중부)와 같이 도독부가 설치되었던 고쿠라(서부)의 제12사단 군의부장으로 '좌천'되었다(이때 "고쿠라 일기(小倉日記)"가 써졌다). 세기말부터 신세기의 초두를 보낸 고쿠라 시절에는, 역사관과 근대관에 관련된 일련의 수필등을 썼다. '오가이 어사란 누군가(鴎外魚史とは誰ぞ)'(문단시평, 文壇時評), '하라다 나오지로'(原田直次郎, 일본의 근대 서양화), '양휴록'(潦休録, 근대예술), '我をして九州の富人たらしめば '(사회문제), '북청사건의 일면의 고찰'(강연록), '신사회합평'("신사회"의 평론으로 사회주의 등을 씀).
1902년 3월, 도쿄로 전근했다. 1904년 2월부터 1906년 1월까지 러일 전쟁에 제2군 군의부장으로서 출정했다. 1907년 10월, 육군 군의총감으로 승진했고, 육군성 군의국장에 취임했다. 또 같은 해 9월, 미술심의원에 임명되어, 제1회 문부성 미술 전람회 서양화 부문 심의의 주임이 되었다. 이때까지는 번역이 많았지만, 1909년에 "스바루"가 창간되자, 여기에 매호 기고해서 창작 활동을 재개했다. "반나절" "비타섹슈얼리즘" "닭" "청년"등을 "스바루"에 싣고, "가면" "조용함"등의 희곡을 발표했다. 그 "스바루" 창간해의 7월, 오가이는, 도쿄제국대학으로부터 문학박사의 학위를 수여받았다. 그러나, 직후에 "비타 섹슈얼리즘"가 발매 금지처분을 받았다. 게다가, 내무성의 경보국장이 육군성을 찾아온 8월, 오가이는 이시모토 신로쿠(石本新六) 육군차관으로부터 훈계를 받았다. 같은 해 12월, '내 입장에서 Resignation(체념)'이라는 말로 입장을 밝혔다.

### 각종 논란
게이오기주쿠 대학의 문학과 고문에 취임했던 1910년은 5월에 대역사건의 검거가 시작되었고, 9월에 도쿄 아사히신문이 '위험한 양서'라는 연재를 개시하여 6회째에 오가이와 부인의 이름이 게재되었던 논란의 시기였다. 그러한 폐색감이 감돌던 해에 "파스체스"(발금처분), "침묵의 탑"(학문과 예술), "식당'(표트르 크로폿킨이나 무정부주의등을 기술)등을 발표했다. 같은 해 4월의 '문예의 주위'에서는 이념과 문학의 갈등에 대해 논평을 남겼다.
1912년-1913년에는, "이렇게"부터 "槌一下"까지 고조 히데마로를 주인공으로 한 연작을, 또 사령관을 야유하는 등 전장체험도 그렸던 "鼠坂"등을 발표했다. 이때는, 신변에 제재를 취한 작품이나 사상색 짙은 작품이나 교양소설이나 희곡등을 집필했다. 공무를 보면서, "파우스트"등 괴테의 세 작품을 비롯, 외국 문학의 번역・소개・해설도 계속하였다.
또, 1910-11년, 현안이 되어왔던 군의의 인사권을 둘러싸고, 앞에 나온 이시모토 차관과 의무국장인 오가이가 격렬하게 대립했고, 오가이가 이시모토에게 사의를 고하는 사태까지 생겼다. 결국, 의학 우선의 인사가 오가이의 퇴관 후에도 이어졌다. 계급 사회인 군대에서, 그것도 낮은 취급을 받는 군의부의 오가이의 주장이 통한 배경에는, 야마가타 아리토모(山県有朋)가 있었다고 생각된다.
1912년 8월, '실재하는 인간을 자료에 의해서 사실 그대로 서술하는, 오가이 독자의 소설작품의 최초의 것'인 "羽鳥千尋"을 발표했다. 다음해 9월 13일, 노기 마레스케의 순사에 영향을 받고 5일 뒤에 "오키츠 야고에몬의 유서"(초고)를 썼다. 이것을 계기로 역사소설로 나가서, '역사 그대로(歴史其儘)'인 "아베일족(阿部一族)", "역사 이탈(歴史離れ)"인 "산쇼다유(山椒大夫)" "타카세부네(高瀬舟)"등을 쓴 뒤, 사전 "시부에 츄사이(渋江抽斎)"로 결실을 맺었다. 그러나, 1915년경까지, 현대 소설도 병행해서 집필했다. 1916년에는, 후세의 오가이 연구가나 평론가로부터 중요시되는 수필 '빈차(空車, むなぐるま)'를 썼고, 러시아 혁명이 일어나고 다음해에인 1918년 1월에는 수필 '예의소언(礼儀小言)'을 지었다.

### 만년

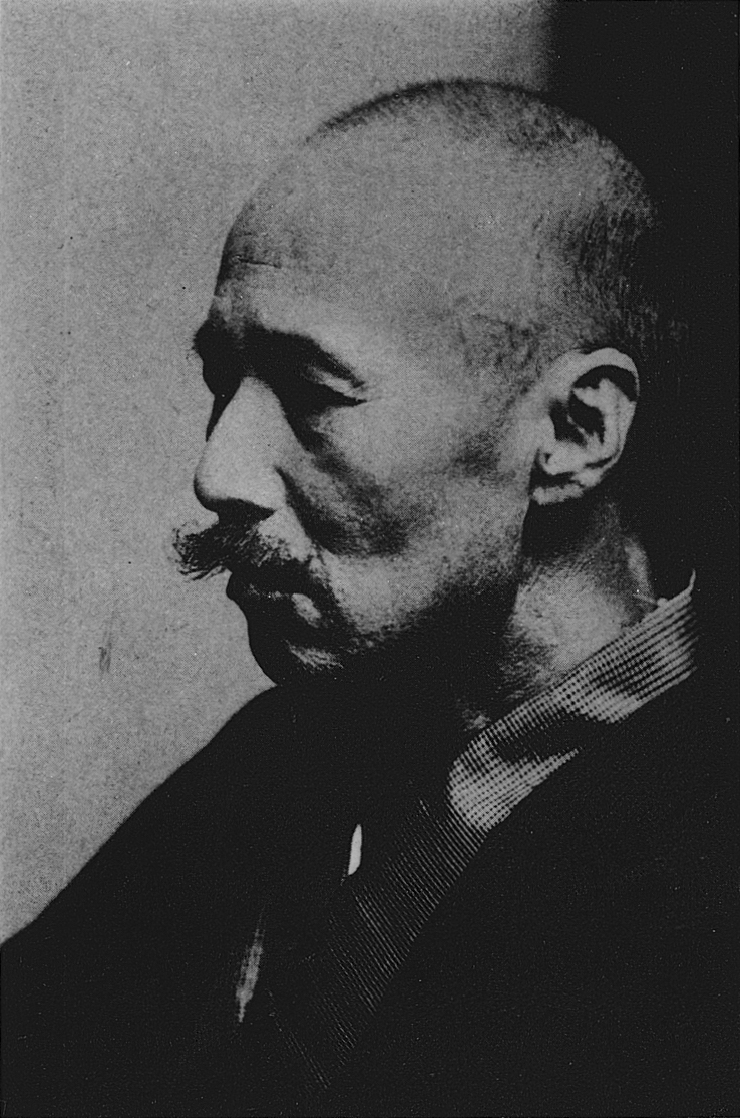
1916년의 모리 오가이

1916년 4월, 임관 시의 연령이 낮은 점도 있어, 군의총감과 의무국장을 8년 반 하고 물러나, 예비역으로 편입되었다. 그 뒤, 1917년 12월, 제실박물관 총장 겸 도서관장이 되었고, 다음해 1월에 제실 제도 심의회 어용괘(帝室制度審議会御用掛)로 취임했다. 더 나가서 1918년 9월, 제국 미술원 초대 원장이 되었다. 원호인 ‘메이지(明治)’와 ‘다이쇼(大正)’에 부정적이었기 때문에, 궁내성 도서두로서 천황의 시호와 원호의 고증과 편찬에 착수했다. 그러나 ‘천시고(天諡考)는 간행되었지만, 병상의 악화에 따라, 자신이 눈여겨 보았던 요시다 마스조(吉田増蔵)에게 뒤를 맡겼고, 나중에 이 요시다가 미완인 ‘원호고(元号考)’의 간행에 노력해, 원호안 ‘쇼와(昭和)’를 제안하게 되었다.
1922년 7월 9일, 위축신, 폐결핵 때문에 사망했다. 향년 61세였다. ‘나는 이와미 사람 모리 린타로로서 죽고 싶다(余ハ石見人森林太郎トシテ死セント欲ス)’라는 유언은 유명해서, 유언에 따라 일체의 명예, 칭호를 배제하고 묘에는 ‘모리 린타로의 묘(森林太郎ノ墓)’라고만 새겨져 있다. 무코지마 코후쿠지(向島弘福寺)로 이장되었다. 묘비명은, 유언에 따라 나카무라 후세츠(中村不折)가 썼다. 계명은 정헌원전문목사제대거사(貞献院殿文穆思斎大居士). 또, 칸토대지진 후, 도쿄도 미타카시(三鷹市)의 젠린지(禅林寺)와 츠와노쵸(津和野町)의 에이메이지(永明寺)에 이장(改葬)되었다.

## 문학세계
그의 문학은 5기(期)로 나눌 수 있는데 제1기는 청신(淸新)한 로맨티시즘에서 그의 청춘기의 감정적 배출구를 찾은 시기로서 <무희(舞姬)> 등의 아문체(雅文體) 소설이 발표되었다. 제2기는 그의 생애에서 가장 소극적인 시기로서 <즉흥시인(卽興詩人)>(1892-1901)의 번역 등이 대표적이다. 제3기는 자연주의의 융성, 나쓰메 소세키의 활약 등에 자극되어 잡지 '스바루', '미다문학(三田文學)'을 중심으로 다채로운 활약을 보여 <청년(靑年)>(1910), <망상(妄想)>(1911) 등의 장편 현대소설이 나왔고, 제4기는 역사소설의 시기로서 <아베일족(阿部一族)>(1913) 등 헌신적 윤리의 미와 절대자와 개인적 자아와의 대립, 사회문제와 관료적 속물주의(俗物主義) 등 다채로운 현대적 주제를 추구하였다. 제5기는 <시부에추사이(澁江抽齋)>(1916) 등 엄격한 실증적 정신과 시인적 감정의 융합을 보인 독자적인 사전(史傳) 문학을 창조했다.

### 소설
| - 무희 舞姫 （『国民之友』、1890年1月） - 마리 이야기 うたかたの記 （『国民之友』、1890年8月） - 아씨의 편지 文づかひ （吉岡書店、1891年1月） - 半日 （『スバル』、1909年3月） - 魔睡 （『スバル』、1909年6月） - ヰタ・セクスアリス （『スバル』、1909年7月） - 鶏 （『スバル』、1909年8月） - 金貨 （『スバル』、1909年9月） - 杯 （『中央公論』、1910年1月） - 청년 青年 （『スバル』、1910年3月 - 11年8月） - 普請中 （『三田文学』、1910年6月） - 花子 （『三田文学』、1910年7月） - あそび （『三田文学』、1910年8月） - 沈黙の塔（『三田文学』、1910年11月） - 食堂 （『三田文学』、1910年12月） - 蛇 （『中央公論』、1911年1月） | - 妄想 （『三田文学』、1911年4月） - 기러기 雁 （『スバル』、1911年9月 - 1913年5月） - 灰燼 （『三田文学』、1911年10月 - 1912年12月） - 百物語 （『中央公論』、1911年10月） - かのように （『中央公論』、1912年1月） - 興津弥五右衛門の遺書 （1912年10月、『中央公論』） - 아배 일족 阿部一族 （『中央公論』、1913年1月） - 사하시 진고로 佐橋甚五郎 （『中央公論』、1913年4月） - 大塩平八郎 （『中央公論』、1914年1月） - 사카이 사건 堺事件 （『新小説』、1914年2月） - 安井夫人 （『太陽』、1914年4月） - 최후의 한마디 最後の一句（『中央公論』、1915年10月） - 인신매매 산쇼다유 山椒大夫 （『中央公論』、1915年11月） - じいさんばあさん （『新小説』、1915年9月） - 다카세부네 高瀬舟 （『中央公論』、1916年1月） - 寒山拾得 （『新小説』、1916年1月） |  |

- 청년(소화)
- 기러기(리토피아)
- 국내출간 단편집
  - 모리 오가이 단편집(지만지) : 무희/마리 이야기/아씨의 편지/인신매매 산쇼다유/최후의 한마디
  - 아베일족(북스토리) : 아베일족/사하시 진고로/사카이 사건/인신매매 산쇼다유/다카세부네

- 《渋江抽斎》(시부에추사이) :1916년 1월부터 5월까지 발표된 모리 오가이의 사전(史傳).[8]

## 같이 보기
- 고쿠라시